# Notomantis
Notomantis es un género de las mantis, de la familia Mantidae, del orden Mantodea. Es originario de Australia.

## Especies
- Notomantis brunneriana
- Notomantis chlorophana